# Frances Thomas
Frances Thomas (Aberdare (Wales), 1943) is een Britse schrijfster. De afgelopen twee jaar (gerekend vanaf 2006) besteedde ze haar tijd met lesgeven van dyslectische kinderen en het schrijven van boeken. Naast kinderboeken schrijft ze ook boeken voor volwassenen. Het boek Who Stole a Bloater? is door de BBC verfilmd. 
Thomas won diverse prijzen in haar carrière. Haar eerste volwassenenboek, Seeing Things, werd genomineerd voor de Whitbread First Novel-award in 1986. Voor al haar kinderboeken won ze een Welsh Arts Council-award.
Frances Thomas is getrouwd met Richard Tathbone. Samen hebben ze twee dochters, Harriet (geboren in 1968) en Lucy (geboren in 1970).

## Boeken
- Seeing Things
- Who Stole a Bloater?
- Little Monster's Book of Numbers
- Little Monster's Book of Opposites
- I Found Your Diary

- Bibliothèque nationale de France: cb12119479c (data)
- Gemeinsame Normdatei: 1137271981
- International Standard Name Identifier: 0000 0000 7358 9662
- Library of Congress Control Number: nr90010059
- Nationale Bibliotheek van Israël: 987007577761205171
- Nederlandse Thesaurus van Auteursnamen: 126021120
- Système universitaire de documentation: 095155740
- Virtual International Authority File: 14802842
- WorldCat: E39PBJqK86DVPTJJHHBHT7XWXd